# Андреев, Юлий Ардалионович
Ю́лий Ардалио́нович Андре́ев (1845—1923) — русский государственный деятель, варшавский губернатор.

## Биография
Родился 21 декабря 1845 года[по какому календарю?] в семье действительного статского советника, помещика Бежецкого и Весьегонского уездов Тверской губернии Ардалиона Михайловича Андреева.
Окончив юридический факультет Санкт-Петербургского университета со степенью кандидата прав, вступил в службу 26 октября 1868 года кандидатом на судебные должности при прокуроре Санкт-Петербургского окружного суда. В 1869 году был перемещён кандидатом на судебные должности при Одесской судебной палате. В 1871 году был единогласно избран в участковые мировые судьи Одессы.
В 1875 году он был назначен состоять при Варшавском генерал-губернаторе чиновником гражданского ведомства.
В 1878 году назначен исправляющим должность чиновника особых поручении VI класса при генерал-губернаторе. В 1879 году пожалован в звание камер-юнкера и назначен почетным мировым судьей Дубенского округа Волынской губернии.
В 1880 году назначен на должность варшавского вице-губернатора, а в 1884 году пожалован в звание камергера; 30 августа 1887 года был произведён в действительные статские советники. С 16 января 1892 года был назначен на должность варшавского губернатора. В 1900 году был награждён орденом Св. Владимира 2-й степени.
В 1911 году — член Совета министра внутренних дел.
Скончался в июле 1923 года.

## Награды
- Орден Святого Владимира 3-й ст.
- Орден Святой Анны 2-й ст.
- Орден Святого Станислава 1-й ст. (1891)
- Орден Святой Анны 1-й ст. (1895)
- Орден Святого Владимира 2-й ст. (1900)
- Медаль «В память царствования императора Александра III»